# Patrycja Maliszewska
Patrycja Maliszewska, née le 12 mars 1988 à Białystok, est une patineuse de patinage de vitesse sur piste courte polonaise. Elle est multiple médaillée des championnats d'Europe et triple participante aux Jeux olympiques d'hiver. Elle met fin à sa carrière en mars 2023.

## Biographie
Patrycja Maliszewska est la sœur ainée de Natalia Maliszewska, également patineuse de vitesse sur piste courte. Elle a également un petit frère, Jakub. Son père se prénomme Jacek.
En quatrième année de l'école primaire, elle doit choisir entre se consacrer à la danse ou à la piste courte nouvellement créée. Elle optera pour les patins. Elle commence le patinage de vitesse sur piste courte à l'âge de dix ans, au sein du club de Białystok.
En 2010, aux Jeux Olympiques d'hiver de Vancouver, elle devient la première olympienne polonaise au patinage de vitesse sur piste courte. Elle représentera également la Pologne aux Jeux Olympiques d'hiver de Sotchi (2014) et de Pékin (2022).
Elle obtient son plus grand succès en 2015 à Dordrecht, lorsqu'elle devient championne d'Europe du 3000 mètres.
Elle remporte également une médaille d'argent et quatre médailles de bronze à divers Championnats d'Europe. Elle remporte enfin plus de 80 médailles aux championnats de Pologne en courte piste.
En 2015, lors de la compétition de la Coupe du monde à Toronto, Patrycja Maliszewska subit une fracture compliquée de la jambe, et après une opération au Canada, elle se bat pendant deux ans pour revenir sur la glace. Ce n'est qu'un mois avant les Jeux olympiques d'hiver PyeongChang de 2018 que l'anastomose est retirée de sa jambe, l'empêchant de se rendre en Corée du Sud.
Début 2023, elle décide de mettre fin à sa carrière. Ses adieux symboliques au patinage de vitesse sur piste courte ont lieu les 24 et 25 mars à Białystok, d'où elle est originaire,.
En janvier 2023, elle soutient l'Association polonaise de patinage de vitesse dans l'organisation des  championnats d'Europe à Gdańsk, et un mois plus tard, elle débute une nouvelle étape de sa carrière professionnelle au sein du Comité olympique polonais en tant que conseillère dédiée à la communauté du patinage.

## Palmarès

### Jeux olympiques
| Épreuve / Édition | Vancouver 2010 | Sotchi 2014 | Pékin 2022 |
| 500 m             | 29e            | 18e         | 22e        |
| 1 000 m           | /              | 14e         | /          |
| 1 500 m           | 29e            | /           | /          |
| 3 000 m relais    | /              | /           | 6e         |
| Relais mixte      | /              | /           | 11e        |

Patrycja Maliszewska représente à trois reprises la Pologne aux Jeux olympiques d'hiver.
En 2010, aux Jeux Olympiques d'hiver de Vancouver, elle prend la 29ème place dans la course de 500 mètres ainsi que dans la course de 1500 mètres,.
En 2014, aux Jeux Olympiques d'hiver de Sotchi, elle est la seule représentante de la Pologne en patinage de vitesse sur piste courte. Elle ne parvient pas à se qualifier pour les quarts de finale du 500 mètres, terminant troisième de sa série, juste devant l'Américaine Alyson Dudek, disqualifiée pour avoir dépassé Patrycja Maliszewska de manière irrégulière. Elle est classée à la 18ème place.
Aux Jeux Olympiques d'hiver de Sotchi, Patrycja Maliszewska participe également aux épreuves du 1000 mètres. Elle se qualifie pour les quarts de finale en terminant deuxième de sa série, derrière la britannique Elise Christie. Mais la polonaise prend la quatrième place et termine ainsi la compétition. Elle finit à la 14ème place du classement.
En 2018, Patrycja Maliszewska ne peut se rendre aux Jeux olympiques d'hiver PyeongChang pour cause de blessure.
En 2022, les Jeux Olympiques d'hiver de Pékin ne se déroulent pas comme prévu avec le forfait de sa sœur Natalia Maliszewska qui n'est pas autorisée à concourir en raison d'un résultat de test positif au Covid-19. Patrycja Maliszewska termine 22ème lors du 500 mètres, 11ème lors du relais mixte et 6ème lors du 3000 mètres relais.

### Championnats d'Europe
| Épreuve / Édition | Heerenveen 2011 | Malmö 2013 | Dordrecht 2015 |
| 500 m             | Argent          | Bronze     | Bronze         |
| 3 000 m           | /               | /          | Or             |
| Relais par équipe | /               | Bronze     | /              |
| Concours général  | /               | /          | Bronze         |

Patrycja Maliszewska obtient au total six médailles lors des championnats d'Europe de patinage de vitesse sur piste courte : une médaille d'or, une d'argent et quatre de bronze.
En 2011, à Heerenveen, elle remporte une médaille d'argent au 500 mètres.
Deux ans plus tard, à Malmö, elle remporte une médaille de bronze au 500 mètres ainsi qu'au relais féminin avec sa sœur Natalia Maliszewska, Aida Bella, Paulina Bzura et Marta Wójcik.
En 2015, c'est la consécration à Dordrecht, puisqu'elle devient la championne d'Europe au 3000 mètres. Lors de cette compétition, elle obtient également une médaille de bronze au 500 mètres ainsi qu'une médaille de bronze au concours général,.